# Mabru (marché)
 (août 2025).
Si vous disposez d'ouvrages ou d'articles de référence ou si vous connaissez des sites web de qualité traitant du thème abordé ici, merci de compléter l'article en donnant les références utiles à sa vérifiabilité et en les liant à la section « Notes et références ».
 (août 2025).
Pour les articles homonymes, voir Mabru.

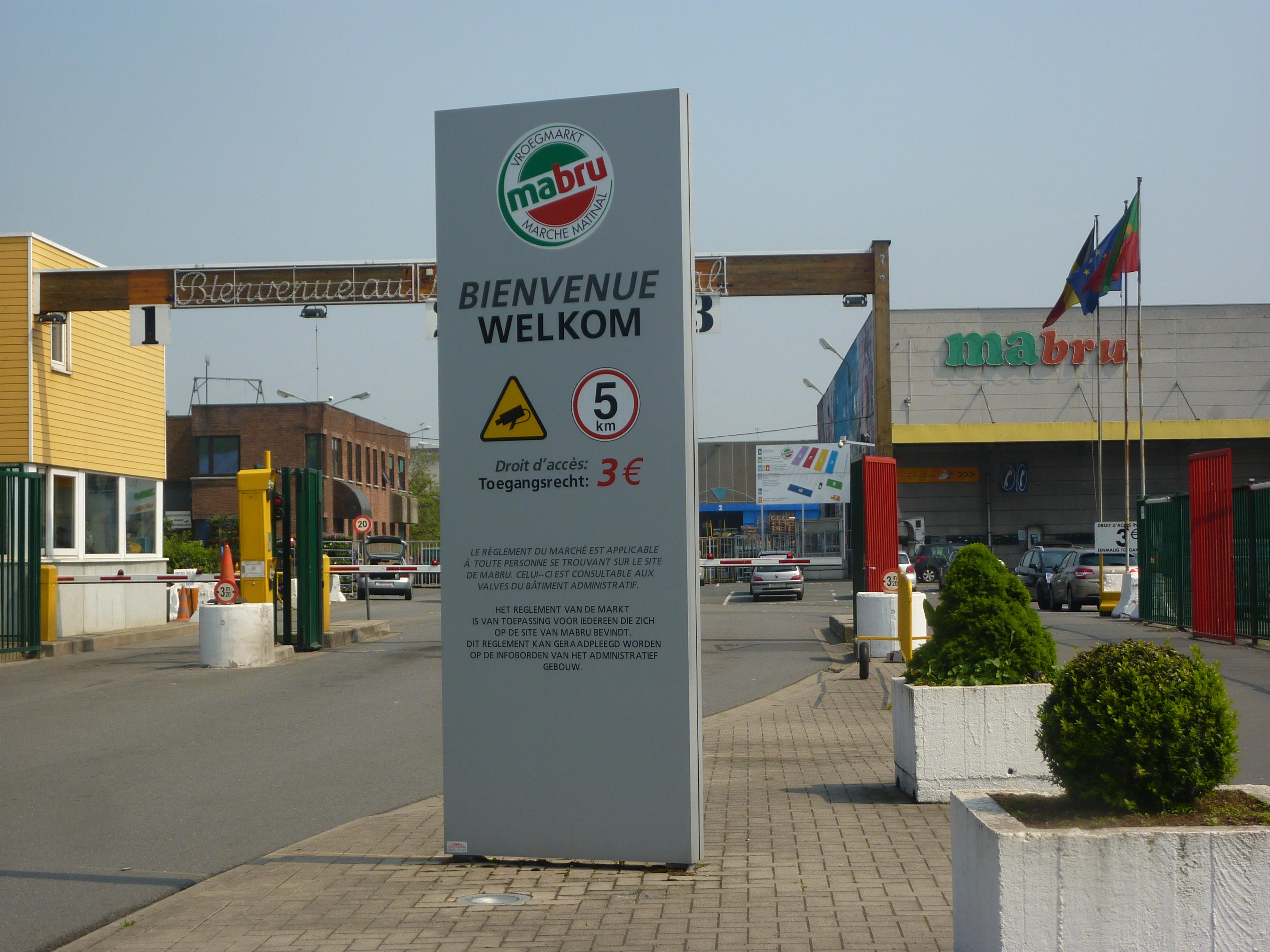
Le portique d'entrée de Mabru

Mabru est  le nom du marché de gros de Bruxelles.  Il est également couramment appelé le "Marché Matinal".  
Mabru est à la fois une centrale d’achat diversifiée de produits principalement agroalimentaires et une plate-forme de facilités logistiques à destination des acheteurs professionnels du commerce de gros et de détail, de l’HoReCa et des cuisines de collectivités ainsi que des marchands ambulants.
Le Marché Matinal est situé à Bruxelles et occupe une superficie de 40 000 m2 de surfaces de vente le long du canal; au quai des Usines n° 22/23. Il s'agit d'un ensemble de 5 halles couvertes où le commerce est exercé durant la nuit, par des firmes privées dont la toute grande majorité est constituée d’indépendants et de petites entreprises.
À l'origine le marché se tenait sur la Grand'Place de Bruxelles et dans les rues avoisinantes. Installé en cet endroit depuis 1973, le Marché Matinal est réputé pour la grande variété de ses produits frais venant du monde entier.
Sa réputation est telle que son pôle d'attraction n'est pas limité à la région, mais s'étend aux pays voisins. Les restaurateurs les plus réputés du pays y viennent régulièrement faire leurs achats.
Plus de 150 producteurs et grossistes y proposent une vaste gamme de produits, parmi lesquels, fruits et légumes, primeurs, viande et charcuterie, volaille et gibier, poisson et crustacés, fromages et produits laitiers, cash&carry, matériel et accessoires pour la table, fleurs et plantes. 
Le site du marché matinal de Bruxelles est géré par une asbl appelée Mabru, contraction des mots Marché Matinal de Bruxelles.

## Transport
L'arrêt du tram 3 de la STIB, situé devant le marché, se nomme Mabru.

## Sources
- www.mabru.be